# Liste der Kulturgüter in Sorvilier
Die Liste der Kulturgüter in Sorvilier enthält alle Objekte in der Gemeinde Sorvilier im Kanton Bern, die gemäss der Haager Konvention zum Schutz von Kulturgut bei bewaffneten Konflikten, dem Bundesgesetz vom 20. Juni 2014 über den Schutz der Kulturgüter bei bewaffneten Konflikten sowie der Verordnung vom 29. Oktober 2014 über den Schutz der Kulturgüter bei bewaffneten Konflikten unter Schutz stehen.
Es sind weder A-Objekte noch B-Objekte auf dem Gemeindegebiet ausgewiesen, Objekte der Kategorie C fehlen zurzeit (Stand: 14. April 2024). Unter übrige Baudenkmäler sind Objekte zu finden, die im Bauinventar des Kantons Bern als «schützenswert» verzeichnet sind.

## Übrige Baudenkmäler
Hinweis: Als Objekt-Identifikator (ID) wird die Grundstücksnummer verwendet.
| ID  | Foto |                                                                                            | Objekt                                                                                           | Typ | Standort                          | Beschreibung |
| --- | ---- | ------------------------------------------------------------------------------------------ | ------------------------------------------------------------------------------------------------ | --- | --------------------------------- | ------------ |
| 166 | BW   | Datei hochladen                                                                            | Fabrikantenvilla (1894) / Villa de fabricant (1894)                                              | G   | Les Auvattes 1 590051 / 232019    |              |
| 211 | BW   | Datei hochladen                                                                            | Jurassischer Getreidespeicher (1612) / Grenier jurassien (1612)                                  | G   | La Golée 16a 589744 / 231888      |              |
| 221 | ja   | Datei hochladen · Wikidata zu Schulhaus und ehemaliges Gemeindehaus (um 1840) (Q125474138) | Schulhaus und ehemaliges Gemeindehaus (um 1840) / Ecole et ancienne maison communale (vers 1840) | G   | La Golée 2 589849 / 232042        |              |
| 237 | BW   | Datei hochladen                                                                            | Brunnen (19. Jh.) / Fontaine (19éme s.)                                                          | K   | La Golée N.N.2 589790 / 231872    |              |
| 399 | ja   | Datei hochladen                                                                            | Ehemaliges Bauernhaus (1797) / Ancienne ferme (1797)                                             | G   | Rue Principale 25 589902 / 232084 |              |
| 407 | BW   | Datei hochladen                                                                            | Fussgängerbrücke über die Birs (um 1915) / Passerelle sur la Birse (vers 1915)                   | G   | Les Auvattes N.N. 590017 / 231993 |              |
| 909 | BW   | Datei hochladen                                                                            | Brunnen (19. Jh.) / Fontaine (19éme s.)                                                          | K   | Clos Beausan N.N. 589877 / 231921 |              |
| 934 | BW   | Datei hochladen                                                                            | Brücke über die Birs (1773) / Pont sur la Birse (1773)                                           | G   | La Golée N.N.1 589862 / 232052    |              |

Hinweis zur Legende: Anstelle der KGS-Nummer wird als Objekt-Identifikator (ID) die Grundstücksnummer verwendet.